# عبدالناصر العبیدلی
عبدالناصر العبیدلی (انگلیسی: Abdulnasser Al-Obaidly؛ زادهٔ ۲ اکتبر ۱۹۷۲) یک بازیکن فوتبال اهل قطر است.

## باشگاهی
از باشگاه‌هایی که در آن بازی کرده‌است می‌توان به السد اشاره کرد.

## تیم ملی
وی همچنین در تیم ملی فوتبال قطر بازی کرده است.